# Трамор

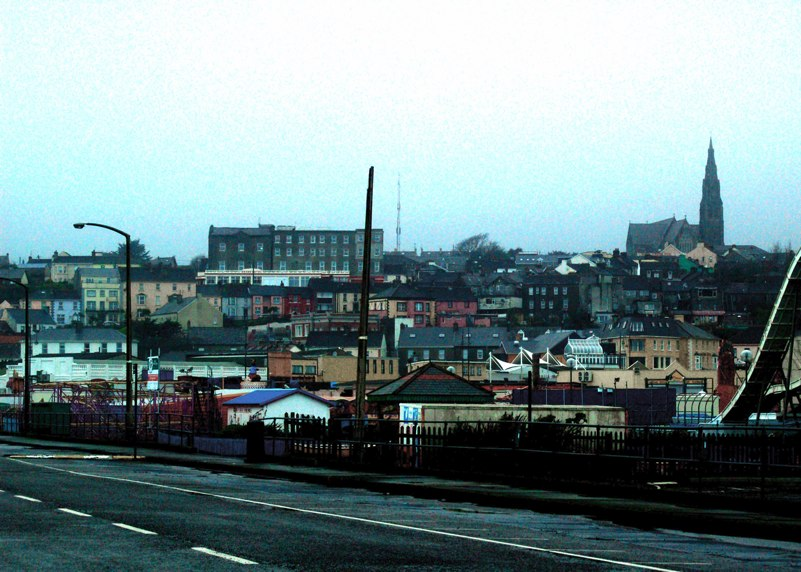

Трамор (англ. Tramore; ирл. Trá Mhór (Тра-Вор)) — (малый) город-порт в Ирландии, находится в графстве Уотерфорд (провинция Манстер).
Характерная особенность залива Трамор — «Железный человек». Это большая человеческая фигура из литого металла, указывающая в сторону моря, стоящая на возвышении. Она была возведена в 1823 году страховой компанией Lloyd's of London, желавшей предупредить моряков об опасном мелководье.
Местная железнодорожная станция была открыта 5 сентября 1853 года и закрыта 1 января 1961 года.

## Демография
Население — 9634 человека (по переписи 2006 года). В 2002 году население составляло 8305 человек. При этом, население внутри городской черты (legal area) было 9192, население пригородов (environs) — 442.
Данные переписи 2006 года:
| Общие демографические показатели |               |                               |                               |      |      |
| Всё население                    | Всё население | Изменения населения 2002—2006 | Изменения населения 2002—2006 | 2006 | 2006 |
| 2002                             | 2006          | чел.                          | %                             | муж. | жен. |
| 8305                             | 9634          | 1329                          | 16,0                          | 4712 | 4922 |

В нижеприводимых таблицах сумма всех ответов (столбец «сумма»), как правило, меньше общего населения населённого пункта (столбец «2006»).
| Религия (Тема 2 — 5 : Число людей по религиям, 2006) |             |                |             |            |       |      |
| Католики, чел.                                       | Католики, % | Другая религия | Без религии | не указано | сумма | 2006 |
| 8507                                                 | 88,3        | 690            | 378         | 59         | 9634  | 9634 |

| Этно-расовый состав (Этничность. Тема 2 — 3 : Постоянное население по этническому или культурному происхождению, 2006) |            |              |       |        |        |            |       |       |
| Белые ирландцы | Лухт-шулта | Другие белые | Негры | Азиаты | Другие | Не указано | сумма | 2006  |
| 8415 | 10         | 653          | 169   | 55     | 110    | 52         | 9464  | 9634  |
| Доля от всех отвечавших на вопрос, %                                                                                   |            |              |       |        |        |            |       |       |
| 88,9 | 0,1        | 6,9          | 1,8   | 0,6    | 1,2    | 0,5        | 100   | 98,21 |

1 — доля отвечавших на вопрос о языке от всего населения.
| Владение ирландским языком (Тема 3 — 1 : Число людей от 3 лет и старше по способности говорить по-ирландски, 2006) |      |            |       |       |
| Владеете ли Вы ирландским языком?                                                                                  |      |            |       |       |
| Да | Нет  | Не указано | сумма | 2006  |
| 3994 | 5018 | 86         | 9098  | 9634  |
| Доля от всех отвечавших на вопрос о языке, %                                                                       |      |            |       |       |
| 43,9 | 55,2 | 0,9        | 100   | 94,41 |

1 — доля отвечавших на вопрос о языке от всего населения.
| Использование ирландского языка (Тема 3 — 2 : Говорящие по-ирландски от 3 лет и старше по частоте использования ирландского языка, 2006) |                                                            |                                               |                                               |                                               |                                               |                                               |       |                                     |      |
| Как часто и где Вы говорите по-ирландски?                                                                                                |                                                            |                                               |                                               |                                               |                                               |                                               |       |                                     |      |
| ежедневно, только в образовательных учреждениях                                                                                          | ежедневно, как в образовательных учреждениях, так и вне их | в других местах (вне образовательной системы) | в других местах (вне образовательной системы) | в других местах (вне образовательной системы) | в других местах (вне образовательной системы) | в других местах (вне образовательной системы) | сумма | всего, отвечавших на вопрос о языке | 2006 |
| ежедневно, только в образовательных учреждениях                                                                                          | ежедневно, как в образовательных учреждениях, так и вне их | ежедневно                                     | каждую неделю                                 | реже                                          | никогда                                       | не указано                                    | сумма | всего, отвечавших на вопрос о языке | 2006 |
| 1214 | 30                                                         | 79                                            | 226                                           | 1400                                          | 1007                                          | 38                                            | 3994  | 9098                                | 9634 |
| Доля от всех отвечавших на вопрос о языке, %                                                                                             |                                                            |                                               |                                               |                                               |                                               |                                               |       |                                     |      |
| 13,3 | 0,3                                                        | 0,9                                           | 2,5                                           | 15,4                                          | 11,1                                          | 0,4                                           | 43,9  | 100                                 |      |

| Типы частных жилищ (Тема 6 — 1(a) : Число частных домовладений по типу размещения, 2006) |          |         |                 |            |       |      |
| Отдельный дом                                                                            | Квартира | Комната | Переносные дома | не указано | сумма | 2006 |
| 3316                                                                                     | 150      | 8       | 0               | 22         | 3496  | 9634 |